# Elefántcsontpart az 1996. évi nyári olimpiai játékokon
Elefántcsontpart az egyesült államokbeli Atlantában megrendezett 1996. évi nyári olimpiai játékok egyik részt vevő nemzete volt. Az országot az olimpián 4 sportágban 11 sportoló képviselte, akik érmet nem szereztek.

## Atlétika
Férfi
| Versenyző                                                 | Versenyszám     | Előfutam | Előfutam | Előfutam | Negyeddöntő | Negyeddöntő | Negyeddöntő | Elődöntő | Elődöntő | Elődöntő | Döntő   | Döntő    |
| Versenyző                                                 | Versenyszám     | Idő      | Hely.    | Össz.    | Idő         | Hely.       | Össz.       | Idő      | Hely.    | Össz.    | Idő     | Helyezés |
| --------------------------------------------------------- | --------------- | -------- | -------- | -------- | ----------- | ----------- | ----------- | -------- | -------- | -------- | ------- | -------- |
| Ahmed Douhou                                              | 100 m           | 10,53    | 5.       | 59.      | kiesett     | kiesett     | kiesett     | kiesett  | kiesett  | kiesett  | kiesett | kiesett  |
| Jean-Olivier Zirignon                                     | 100 m           | 22,69    | 9.       | 106.     | kiesett     | kiesett     | kiesett     | kiesett  | kiesett  | kiesett  | kiesett | kiesett  |
| Franck Waota                                              | 200 m           | 20,78    | 4.       | 29.*     | 21,14       | 8.          | 36.         | kiesett  | kiesett  | kiesett  | kiesett | kiesett  |
| Franck Waota Ahmed Douhou Eric N’Dri Pacome Ibrahim Meité | 4 × 100 m váltó | 39,43    | 3.       | 14.      |             |             |             | 38,99    | 7.       | 11.      | kiesett | kiesett  |

* - négy másik versenyzővel azonos eredményt ért el

## Cselgáncs
Férfi
| Versenyző     | Versenyszám | Selejtező         | 32-es főtábla                           | Nyolcaddöntő      | Negyeddöntő       | Elődöntő          | Vigaszág első kör | Vigaszág negyeddöntő | Vigaszág elődöntő | Bronz- mérkőzés   | Döntő             | Helyezés |
| Versenyző     | Versenyszám | Ellenfél Eredmény | Ellenfél Eredmény                       | Ellenfél Eredmény | Ellenfél Eredmény | Ellenfél Eredmény | Ellenfél Eredmény | Ellenfél Eredmény    | Ellenfél Eredmény | Ellenfél Eredmény | Ellenfél Eredmény | Helyezés |
| ------------- | ----------- | ----------------- | --------------------------------------- | ----------------- | ----------------- | ----------------- | ----------------- | -------------------- | ----------------- | ----------------- | ----------------- | -------- |
| David Kouassi | Könnyűsúly  | erőnyerő          | Kvak Teszong (Gwak Dae-Seong) (KOR) · V | kiesett           | kiesett           | kiesett           |                   |                      |                   |                   |                   | 13.      |

Női
| Versenyző           | Versenyszám | Selejtező         | Nyolcaddöntő          | Negyeddöntő       | Elődöntő          | Vigaszág első kör | Vigaszág negyeddöntő | Vigaszág elődöntő | Bronz- mérkőzés   | Döntő             | Helyezés |
| Versenyző           | Versenyszám | Ellenfél Eredmény | Ellenfél Eredmény     | Ellenfél Eredmény | Ellenfél Eredmény | Ellenfél Eredmény | Ellenfél Eredmény    | Ellenfél Eredmény | Ellenfél Eredmény | Ellenfél Eredmény | Helyezés |
| ------------------- | ----------- | ----------------- | --------------------- | ----------------- | ----------------- | ----------------- | -------------------- | ----------------- | ----------------- | ----------------- | -------- |
| Marguerita Goua Lou | Nehézsúly   | erőnyerő          | Gránitz Éva (HUN) · V | kiesett           | kiesett           |                   |                      |                   |                   |                   | 14.      |

## Kajak-kenu

### Síkvízi
Férfi
| Versenyző      | Versenyszám        | Előfutam | Előfutam | Előfutam | Vigaszág | Vigaszág | Vigaszág | Elődöntő | Elődöntő | Elődöntő | Döntő   | Döntő    |
| Versenyző      | Versenyszám        | Idő      | Hely.    | Össz.    | Idő      | Hely.    | Össz.    | Idő      | Hely.    | Össz.    | Idő     | Helyezés |
| -------------- | ------------------ | -------- | -------- | -------- | -------- | -------- | -------- | -------- | -------- | -------- | ------- | -------- |
| Koutoua Abia   | Kajak egyes 500 m  | 1:55,208 | 9.       | 25.      | 1:53,432 | 8.       | 16.      | kiesett  | kiesett  | kiesett  | kiesett | kiesett  |
| Miezan Edoukou | Kajak egyes 1000 m | 4:31,680 | 8.       | 23.      | 4:44,155 | 7.       | 14.      | kiesett  | kiesett  | kiesett  | kiesett | kiesett  |

## Tenisz
Férfi
| Versenyző                      | Versenyszám | 32-es főtábla                                          | Nyolcaddöntő                                               | Negyeddöntő       | Elődöntő          | Bronz- mérkőzés   | Döntő             | Helyezés |
| Versenyző                      | Versenyszám | Ellenfél Eredmény                                      | Ellenfél Eredmény                                          | Ellenfél Eredmény | Ellenfél Eredmény | Ellenfél Eredmény | Ellenfél Eredmény | Helyezés |
| ------------------------------ | ----------- | ------------------------------------------------------ | ---------------------------------------------------------- | ----------------- | ----------------- | ----------------- | ----------------- | -------- |
| Clément N’Goran Claude N’Goran | Páros       | Tajvan (TPE) · Chen Chih-Jung · Lien Yu-Hui · 6–2, 6–2 | Hollandia (NED) · Jacco Eltingh · Paul Haarhuis · 4–6, 4–6 | kiesett           | kiesett           | kiesett           | kiesett           | 9.       |